# Roberto Moya
Roberto Saturnino Moya Sandoval (ur. 11 lutego 1965 w Hawanie, zm. 21 maja 2020 w Walencji) – kubański lekkoatleta, który specjalizował się w rzucie dyskiem. W roku 2001 przyjął obywatelstwo hiszpańskie i przez kilka lat startował w barwach tego kraju.
Dwukrotny uczestnik igrzysk olimpijskich: Barcelona 1992 oraz Atlanta 1996. Podczas barcelońskich igrzysk zdobył brązowy medal. W roku 1989 wywalczył brązowy medal uniwersjady. Pięciokrotnie zdobywał złote medale mistrzostw Kuby (1989, 1992-1995). Rekord życiowy: 65,68 (1990).

## Osiągnięcia
| Rok  | Impreza                                  | Miejsce       | Lokata            | Wynik |
| ---- | ---------------------------------------- | ------------- | ----------------- | ----- |
| 1987 | Mistrzostwa Ameryki Środkowej i Karaibów | Caracas       | 1. miejsce        | 60,10 |
| 1989 | Uniwersjada                              | Duisburg      | 3. miejsce        | 63,78 |
| 1989 | Mistrzostwa Ameryki Środkowej i Karaibów | San Juan      | 1. miejsce        | 62,12 |
| 1990 | Igrzyska Ameryki Środkowej i Karaibów    | Meksyk        | 1. miejsce        | 64,64 |
| 1991 | Igrzyska panamerykańskie                 | Hawana        | 2. miejsce        | 63,92 |
| 1991 | Mistrzostwa świata                       | Tokio         | 8. miejsce        | 61,44 |
| 1992 | Igrzyska olimpijskie                     | Barcelona     | 3. miejsce        | 64,12 |
| 1993 | Mistrzostwa świata                       | Stuttgart     | el. – 17. miejsce | 60,10 |
| 1995 | Igrzyska panamerykańskie                 | Mar del Plata | 1. miejsce        | 63,58 |
| 1995 | Mistrzostwa świata                       | Göteborg      | el. – 31. miejsce | 57,58 |
| 1996 | Igrzyska olimpijskie                     | Atlanta       | el. – 22. miejsce | 59,22 |